# Usami
Usami è un brano musicale interpretato dal cantante italiano Luca Dirisio, pubblicato nel 2005 come terzo singolo estratto dall'album Luca Dirisio, messo in commercio l'anno prima.

## Il video
Il video musicale prodotto per Usami è stato prodotto dalla Run Multimedia e diretto dal regista Gaetano Morbioli.

## Tracce
1. Usami – 3:50